# 阿格巴塔
阿格巴塔（西班牙語：Torre Agbar）是西班牙加泰罗尼亚巴塞罗那一座高33层的塔楼，位于加泰罗尼亚光辉广场（Plaça de les Glòries Catalanes），由法国建筑师让·努维尔设计。2005年6月 2005年9月16日由西班牙国王正式揭幕。阿格巴塔得名于其业主巴塞罗那供水公司（Aigües de Barcelona）或阿格巴集团（Grupo Agbar）。
让·努维尔表示，阿格巴塔形状的灵感来自于巴塞罗那的蒙特塞拉特山，间歇泉上升到空气中的形状。让·努维尔在接受采访时，将其形容为一根阳具。由于其不同寻常的形状，这座建筑获得一些绰号，如栓（el supositorio）、“壳”（l'obús），以及一些比较下流的。阿格巴塔的形状有些类似伦敦的圣玛莉艾克斯30号大楼（常被称为“小黄瓜”）。它拥有30,000 平方米的地上办公空间，3,210 平方米的技术服务层和8,351 平方米的服务区，包括礼堂 。阿格巴塔高144.4米，共有38层，其中包括地下4层。
阿格巴塔是巴塞罗那第三高的建筑物，仅次于艺术酒店（Hotel Arts）和曼弗雷大厦（均为154米高）。